# 馮時俊
馮時俊（1565年—？），字登之，號筠麓，浙江宁波府慈溪县人，民籍，明朝政治人物。

## 生平
嘉靖乙丑十二月二十七日生，万历二十二年（1594年）甲午科浙江乡试第三名经魁，二十九年（1601年）辛丑科會試二百六名，三甲一百四十九名進士，都察院觀政，授临颖知縣，三十八年改任應天府儒學教授，四十一年升南京工部屯田司主事，四十二年管理节慎库，四十三年养病。著有《黄山集》。

## 家族
曾祖馮度，將仕郎、驛丞。祖父馮德，贈工科都給事中。父馮成能，字子经，嘉靖三十八年進士，官四川左布政使，加正二品俸。母錢氏，贈孺人；繼母馬氏，封孺人。永感下。兄時發、時明、時春、時芳、時際、時茂。娶姜氏。